# Polski Senovec
Polski Senovec (bulharsky Полски Сеновец) je vesnice na severu Bulharska, které leží na řece Gargalaka. Často se jí říká Město carů a proslavila se jako centrum druhé bulharské říše, pročež je vyhledáváno mnoha turisty.

## Obyvatelstvo
K 15. prosinci 2023 ve vsi žilo 529 obyvatel a bylo zde trvale hlášeno 364 obyvatel. Níže uvedená tabulka ukazuje vývoj místní populace:
|           | 1882  | 1893  | 1900  | 1920  | 1934  | 1946  | 1956  | 1965  | 1975  | 1984  | 1991  | 2001 | 2012 |
| --------- | ----- | ----- | ----- | ----- | ----- | ----- | ----- | ----- | ----- | ----- | ----- | ---- | ---- |
| Obyvatelé | 2 101 | 2 274 | 2 378 | 2 817 | 3 012 | 2 990 | 2 922 | 2 730 | 2 231 | 2 270 | 1 602 | 870  | 580  |

Podle sčítání 1. února 2011 bylo národnostní složení následující:
- Bulhaři: 686 (97.9 %)
- ostatní[p 2]: 15 (2.1 %)

## Galerie

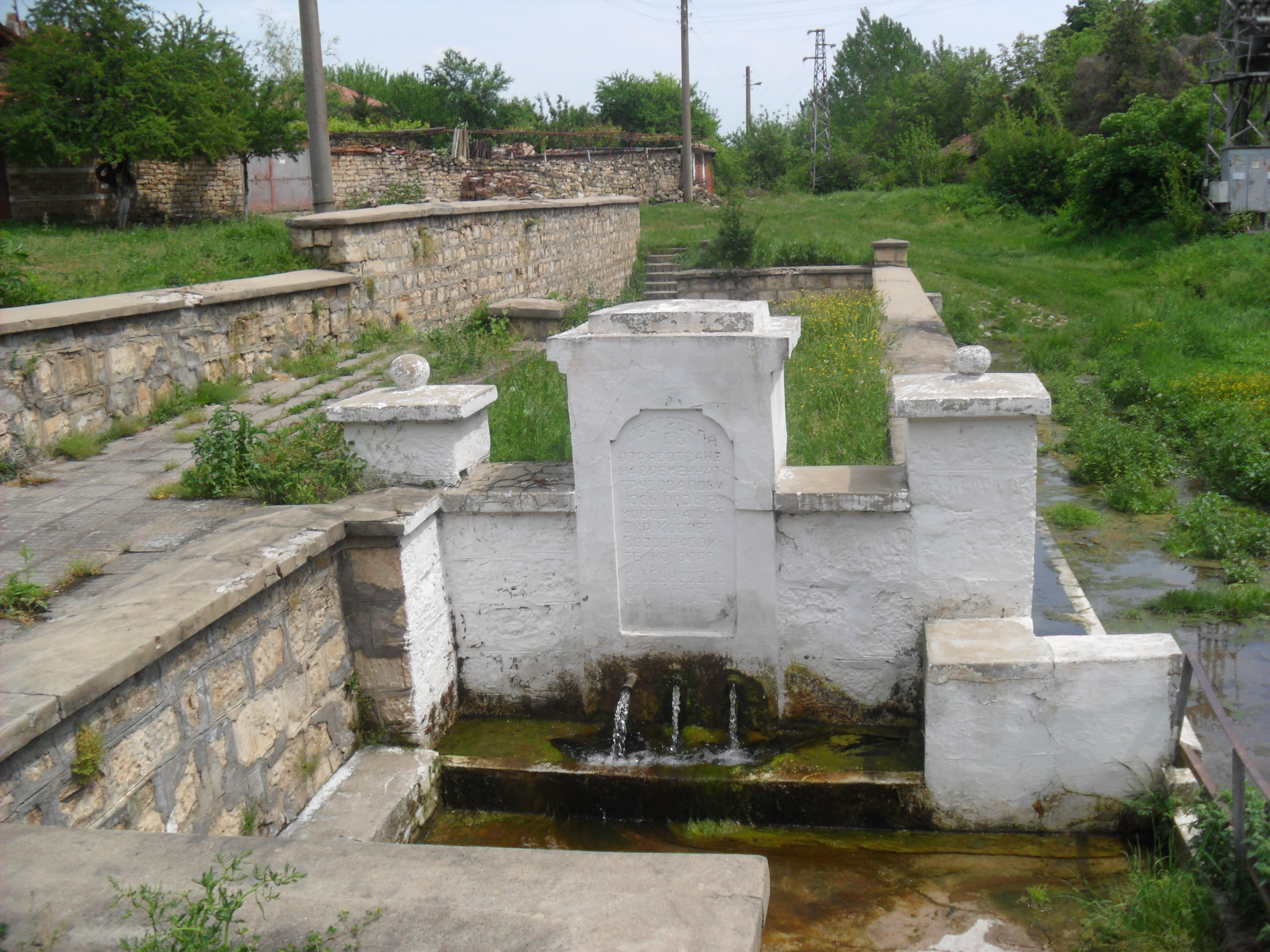
Fontána
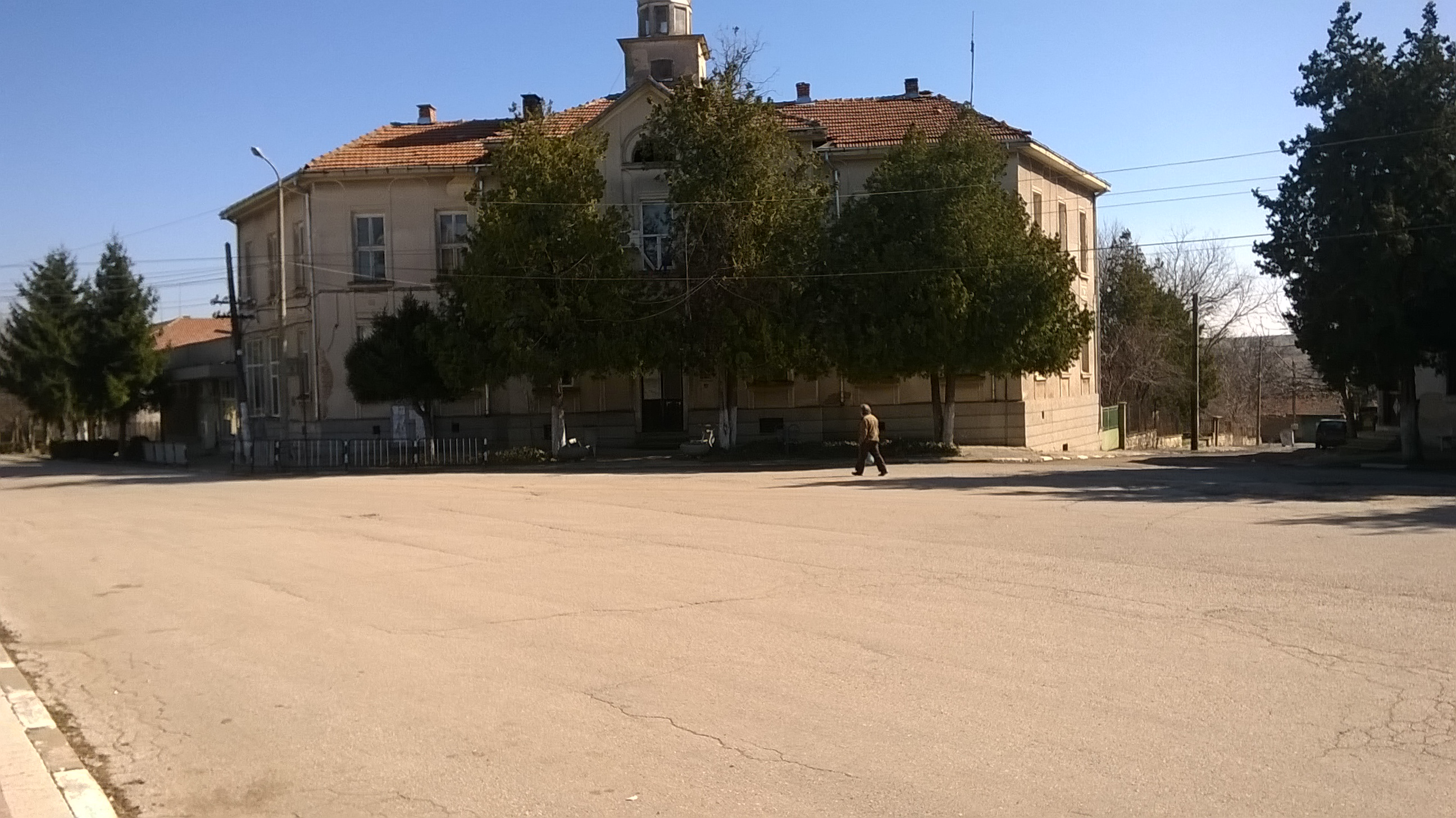
Radnice
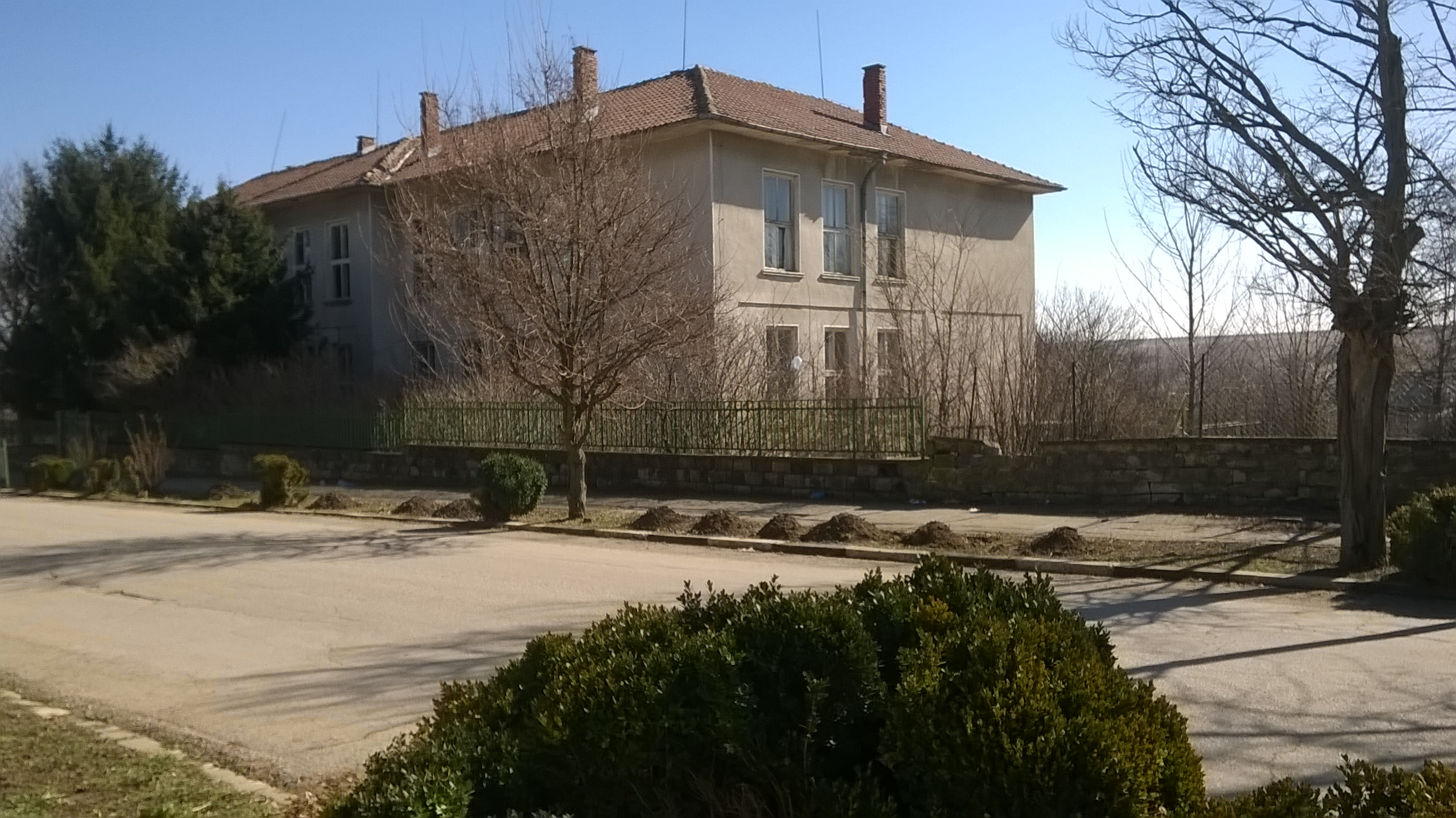
Škola Nikola Vapcarov
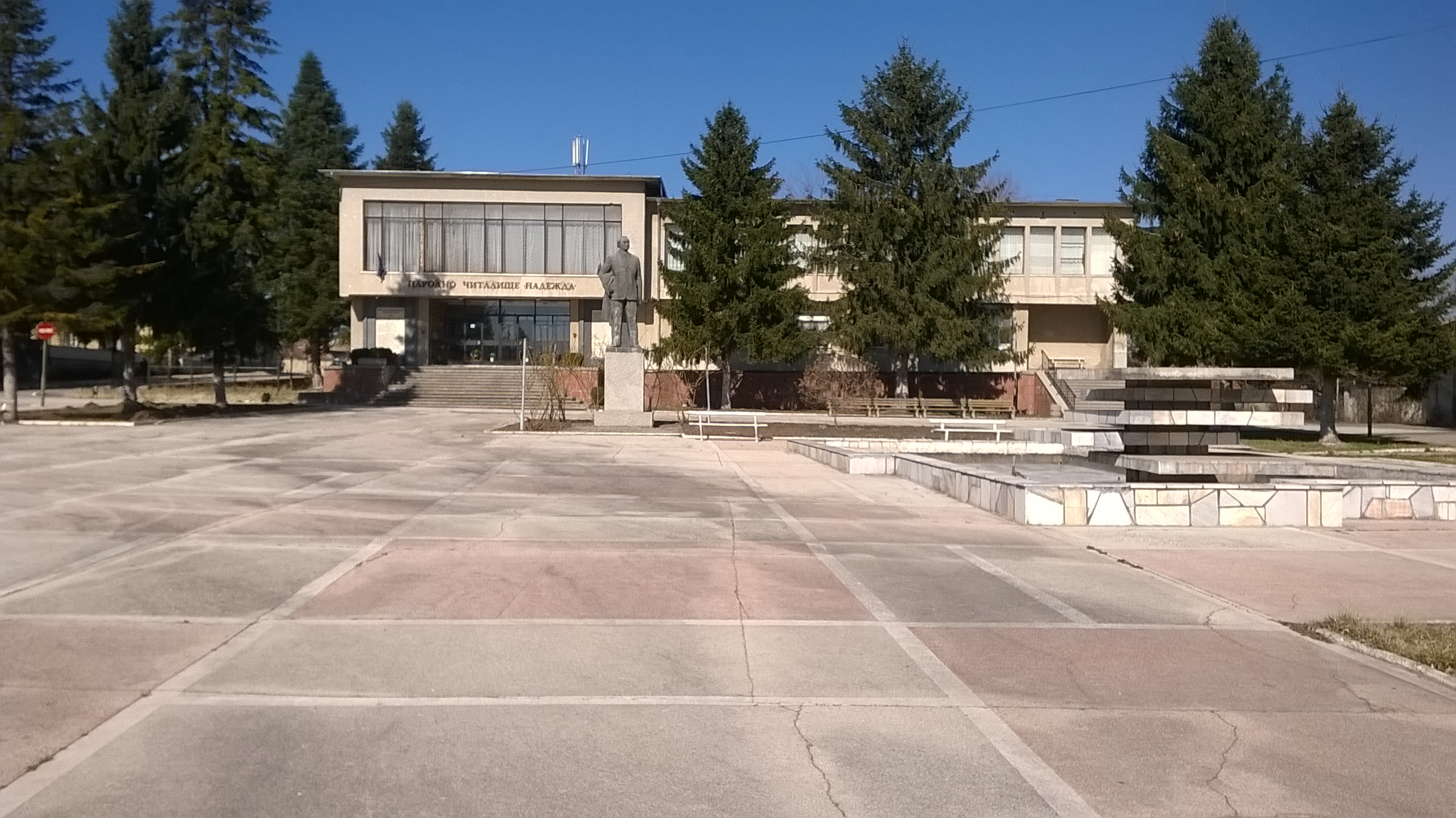
Divadlo Nadežda 1883
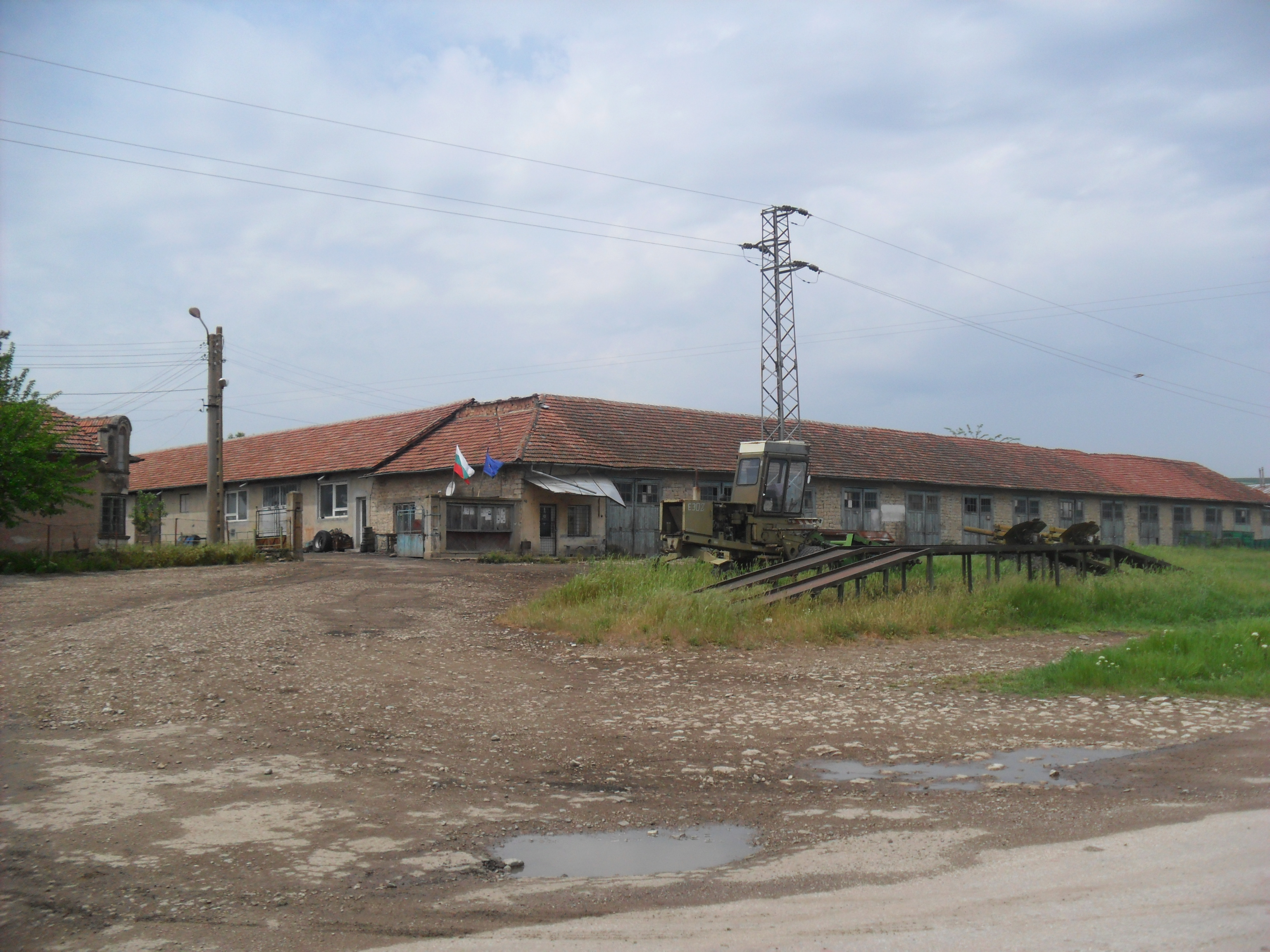
Zemědělské družstvo Georgi Dimitrov
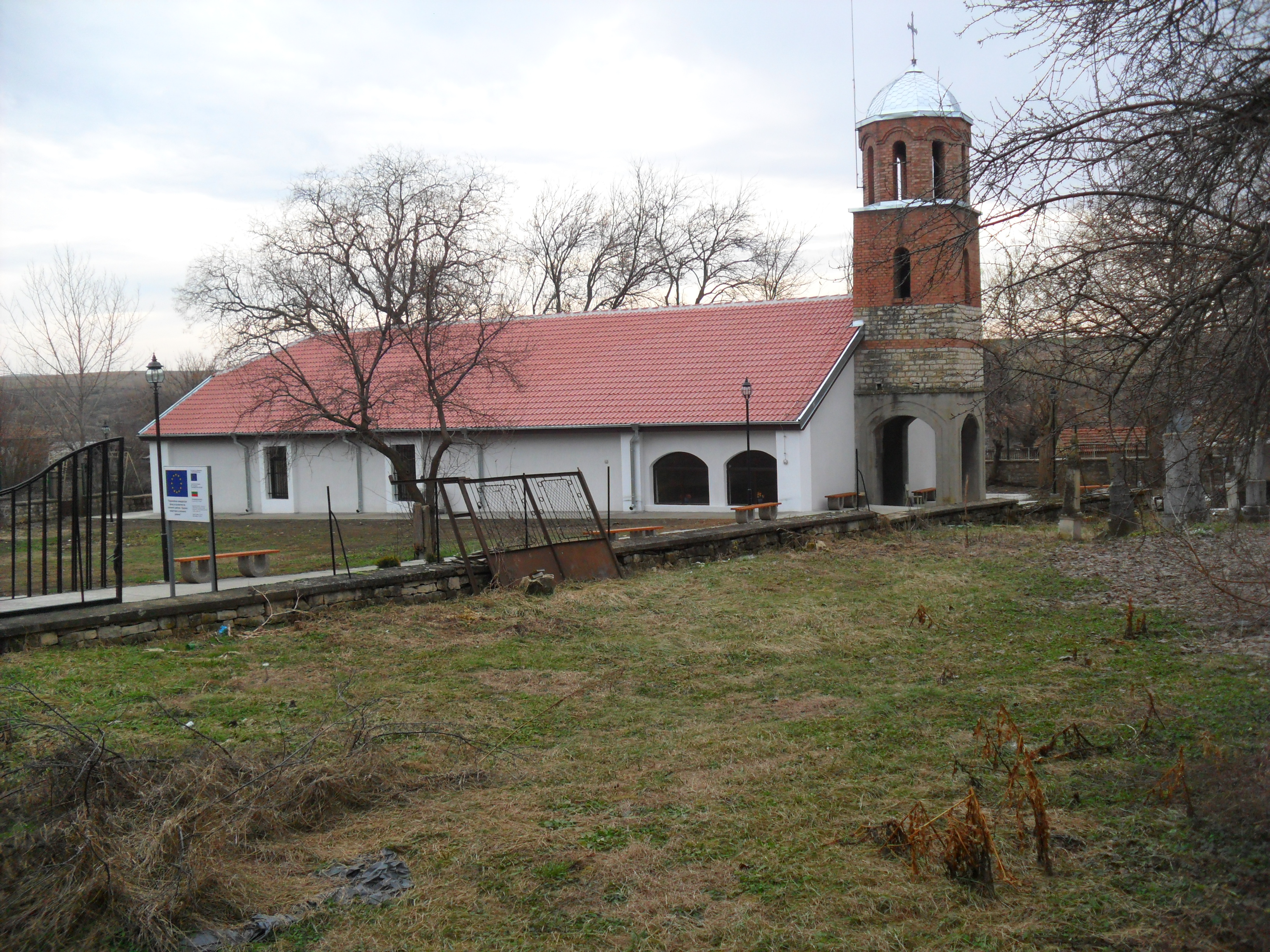
Kostel svatého Teodora Stratelata
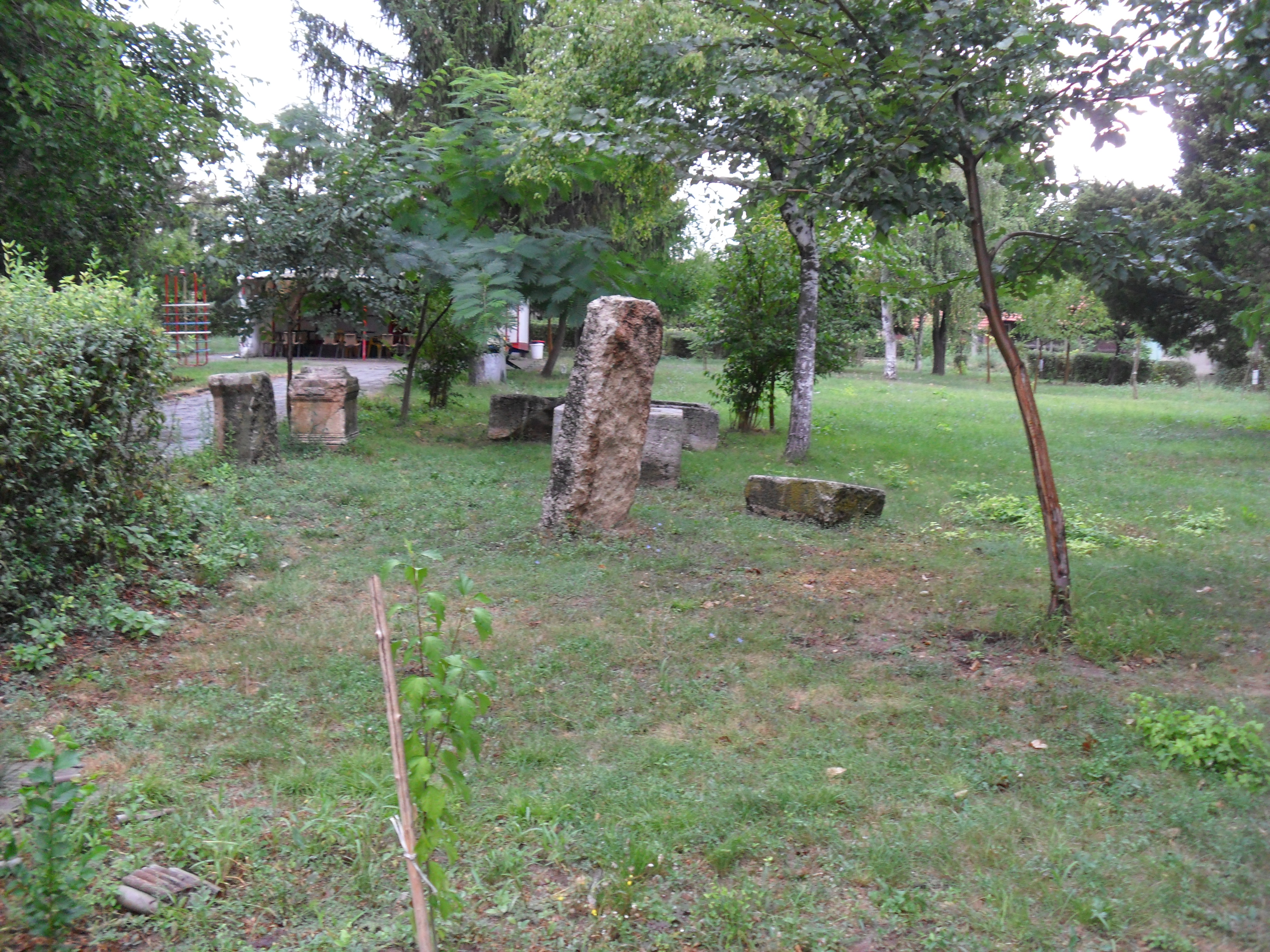
Archeologické naleziště
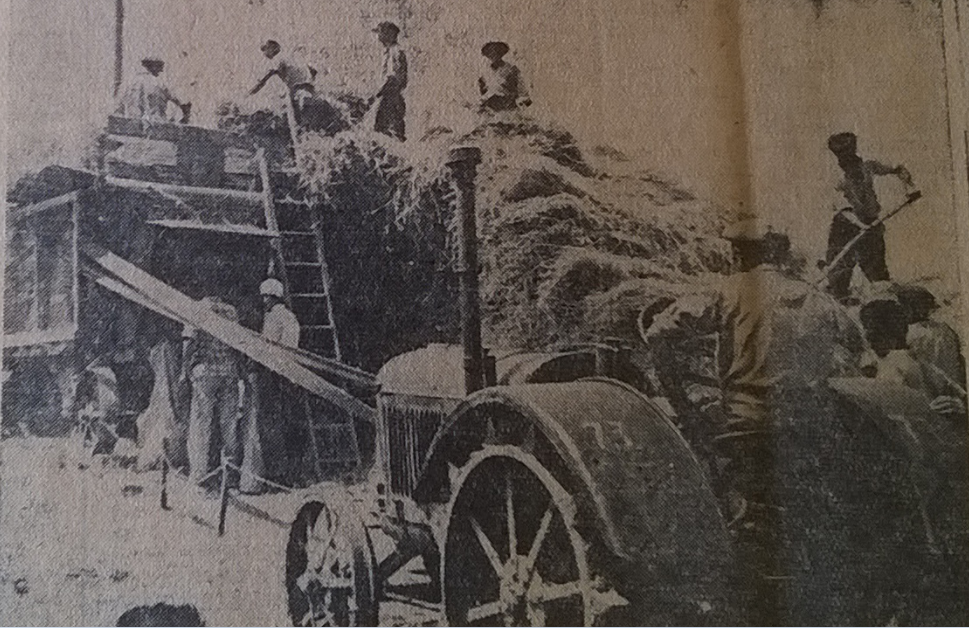
Sklizeň 1957